# Charadranaetes
Charadranaetes là một chi thực vật có hoa trong họ Cúc (Asteraceae).

## Loài
Chi Charadranaetes gồm các loài: